# Тристан и Изольда (опера)
«Тристан и Изольда» (нем. Tristan und Isolde) — музыкальная драма Рихарда Вагнера (WWV 90) в трёх актах на собственный драматический текст.

## История создания

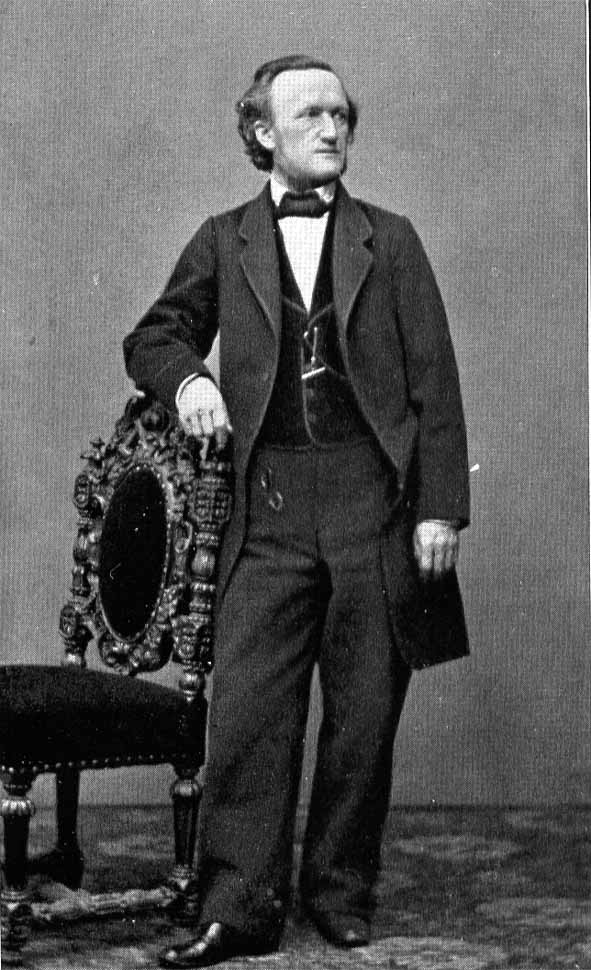
Рихард Вагнер в 1864 году

Легенда о Тристане и Изольде имеет кельтское происхождение, но получила широкое распространение в обработке как средневековых, так и позднейших авторов. Вагнер был знаком с романом Готфрида Страсбургского «Тристан» (XIII век), а также со стихотворениями Августа фон Платена «Тристан» и Юлиуса Мозена «Король Марк и Изольда», использовавшими этот сюжет; кроме того, драма «Тристан» была написана другом Вагнера Карлом Риттером. Настроения, господствующие в вагнеровской драме, близки «Гимнам к ночи» Новалиса.
Замысел произведения сформировался у Вагнера к середине 1850-х годов, в сентябре 1857 года был готов текст, в августе 1859 года — партитура. Но постановка «Тристана» постоянно откладывалась, в том числе и потому, что это новое и непривычное произведение было объявлено неисполнимым (так, Венская опера отказалась от него в 1863 году, несмотря на 77 проведённых репетиций; Алоиз Андер, предполагаемый исполнитель партии Тристана, вскоре после этого потерял голос и сошёл с ума).
Премьера «Тристана и Изольды» состоялась 10 июня 1865 года в Национальном театре в Мюнхене, заглавные партии исполняли Людвиг и Мальвина Шнорр фон Карольсфельд. Первая постановка в рамках Байройтского фестиваля состоялась в 1886 года под управлением Феликса Моттля.

## Действующие лица
- Король Марк (König Marke), король Корнуолла (бас)
- Тристан (Tristan), его племянник (тенор)
- Изольда (Isolde), ирландская принцесса (сопрано)
- Брангена (Brangäne), её прислужница (меццо-сопрано)
- Курвенал (Kurwenal), оруженосец Тристана (баритон)
- Мелот (Melot), придворный короля Марка (тенор)
- Молодой моряк (тенор)
- Пастух (тенор)
- Рулевой (баритон)
- Хор: моряки, свита.

## Краткое содержание

### Первое действие
Тристан везёт Изольду, просватанную за короля Марка, на корабле в Корнуолл. Брангена, считающая такую партию завидной, удивлена гневом и отчаянием своей госпожи. Изольда приказывает Брангене позвать Тристана, но тот уклоняется от объяснений. Он сам любит Изольду, но, не догадываясь о взаимности, стремится устроить для неё счастливый брак с королём. Курвенал даёт надменный ответ: герою Тристану не о чём рассуждать с женщиной, которую он везет как пленницу, победив Ирландию. Изольда признаётся Брангене в том, что Тристан — тот самый рыцарь, который некогда убил её жениха и которому она чуть не отомстила, но потом в порыве сострадания исцелила от опасной раны. Он клялся ей в верности, но теперь, неблагодарный, похитил её для своего дяди, старого Марка. Чувствуя себя глубоко оскорблённой, Изольда, к ужасу Брангены, велит ей принести ящичек с волшебными зельями, подарок матери, и приготовить для Тристана чашу с ядом, которую она намеревается выпить вместе с ним. Курвенал объявляет, что уже близка земля. Изольда просит его пригласить Тристана для того, чтобы выпить с ним чашу вина в знак примирения. На этот раз Тристан приходит. Однако Брангена умышленно подменяет зелье и вместо яда выливает в чашу любовный напиток. За туманными словами Изольды об искуплении Тристан угадывает истинный смысл её намерений и принимает чашу. Надеясь на скорую смерть, они не скрывают более свою любовь и кидаются друг другу в объятия как раз в ту минуту, когда корабль пристает к земле короля Марка.

### Второе действие

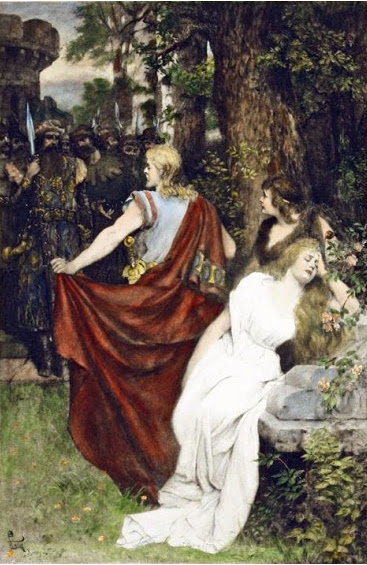
Иллюстрация к опере «Тристан и Изольда» Фердинанда Лике

Ночь. Слышится отдалённый звук рогов — двор во главе с королём отправился на охоту. Сад перед покоями Изольды, у дверей которых горит факел. Изольда с нетерпением ожидает свидания с возлюбленным и приказывает Брангене подать знак, погасив факел. Брангена предупреждает, что за Тристаном следит рыцарь Мелот, который обо всём может донести королю, и умоляет не тушить факел хотя бы сегодня. Но Изольда спокойна: Мелот — друг Тристана, и специально увёл короля на охоту, чтобы устроить это свидание. Изольда сама тушит факел и велит Брангене караулить на вышке. Вскоре появляется Тристан. Влюблённые прославляют ночь и смерть, которые для них выше тщеславного света дня. Брангена с вышки предупреждает о наступлении утра. Наконец вбегает Курвенал с криком: «Спасайся, Тристан!» Вскоре появляются король Марк, Мелот и свита; Мелот уличает Тристана в преступлении. Король с великой грустью упрекает племянника в неблагодарности. Тристан обращается к Изольде с вопросом, готова ли она следовать за ним. Мелот в негодовании бросается на него с мечом. Тристан выпускает меч из рук и, раненый, падает на руки Курвенала. Изольда бросается к возлюбленному.

### Третье действие
Замок Тристана в Бретани, куда его перевёз верный Курвенал. Сад с воротами и видом на море. Тристан покоится на ложе под тенью старой липы; с ним Курвенал, который надеется лишь на одного врача — Изольду. Пастух должен дать рожком сигнал, когда увидит на море корабль; но пастух наигрывает лишь грустные мелодии — корабля не видно. Тристан пробуждается; заунывная мелодия побуждает его к мрачным размышлениям о собственной жизни. Он стремится в царство ночи и смерти, но не может умереть без Изольды. Его тревога всё растет; он снова падает в обморок. В это время раздаётся весёлый напев пастуха: близок корабль Изольды. Курвенал бежит встречать её, а Тристан в волнении встаёт с ложа, сбрасывает повязки и бросается в объятия кинувшейся к нему Изольды для того, чтобы тотчас умереть. В это время раздается новый сигнал пастуха: плывет корабль короля Марка. Курвенал, предупреждая нападение, запирает и защищает ворота. Увидев Мелота, он радуется возможности отплатить предателю, но и сам умирает от его меча. Король Марк явился, однако не для мести; он узнал от Брангены, что Тристан и Изольда выпили вместо яда любовный напиток и пали, таким образом, жертвой высших сил; он пришёл объявить Изольду свободной и соединить её с Тристаном. Но уже поздно: Изольда на время пробуждается от своего оцепенения, чтобы умереть от тоски, изойти любовью на теле Тристана. Королю Марку лишь остаётся благословить бездыханные тела.

## Избранные записи
(солисты даются в следующем порядке: Тристан, Изольда, Брангена, Курвенал, Король Марк)
- 1928 — Дир. Карл Эльмендорф; солисты: Гуннар Гроруд, Нанни Ларсен-Тодсен, Анни Хельм, Рудольф Бокельман, Ивар Андресен; оркестр Байрёйтского фестиваля.
- 1936 — Дир. Фриц Райнер; солисты: Лауриц Мельхиор, Кирстен Флагстад, Сабина Кальтер, Герберт Янссен, Эмануэль Лист; оркестр Ковент-Гарден.
- 1943 — Дир. Роберт Хегер; солисты: Макс Лоренц, Паула Бухнер, Маргарете Клозе, Яро Прохазка, Людвиг Хофман; оркестр Берлинской государственной капеллы.
- 1950 — Дир. Ханс Кнаппертсбуш; солисты: Гюнтер Трептов, Хелена Браун, Маргарете Клозе, Пауль Шёффлер, Фердинанд Франц; оркестр Баварской государственной оперы.
- 1952 — Дир. Вильгельм Фуртвенглер; солисты: Людвиг Зутхаус, Кирстен Флагстад, Бланш Тебом, Дитрих Фишер-Дискау, Йозеф Грайндль; оркестр «Филармония», Лондон.
- 1952 — Дир. Герберт фон Караян; солисты: Рамон Винай, Марта Мёдль, Ира Маланюк, Ханс Хоттер, Людвиг Вебер; оркестр Байройтского фестиваля.
- 1960 — Дир. Георг Шолти; солисты: Фриц Уль, Биргит Нильсон, Регина Резник, Том Краузе, Арнольд ван Милл; Венский филармонический оркестр.
- 1966 — Дир. Карл Бём; солисты: Вольфганг Виндгассен, Биргит Нильсон, Криста Людвиг, Эберхард Вехтер, Мартти Талвела; оркестр Байрёйтского фестиваля.
- 1971-72 — Дир. Герберт фон Караян; солисты: Джон Викерс, Хельга Дернеш, Криста Людвиг, Вальтер Берри, Карл Риддербуш; Берлинский филармонический оркестр.
- 1980-82 — Дир. Карлос Клайбер; солисты: Рене Колло, Маргарет Прайс, Бригитта Фассбендер, Дитрих Фишер-Дискау, Курт Молль; Дрезденская государственная капелла.
- 1981 — Дир. Леонард Бернстайн; солисты: Петер Гофман, Хильдегард Беренс, Ивонн Минтон, Бернд Вайкль, Ханс Зотин; симфонический оркестр Баварского радио.
- 1994 — Дир. Даниэль Баренбойм; солисты: Зигфрид Ерузалем, Вальтрауд Майер, Марьяна Липовшек, Фальк Штрукман, Матти Салминен; Берлинский филармонический оркестр.
- 2008 — Дир. Джеймс Ливайн; солисты: Роберт Дин Смит, Дебора Войт, Мишель Деянг, Эйке Вильм Шульте, Матти Сальминен; оркестр и хор «Метрополитен-оперы»[1].

## В астрономии
В честь героини оперы Брангены назван астероид (606) Брангена, открытый в 1906 году.